# José Luis Rodríguez Loreto
José Luis Rodríguez Loreto (Sevilla, 10 de febrer de 1971) és un exfutbolista andalús, que ocupava la posició de davanter. Va ser internacional en categories sub-21 i sub-23 amb la selecció espanyola. Posteriorment, fa d'entrenador de futbol.

## Carrera esportiva
Es va formar a les files del Reial Betis, amb qui debuta en primera divisió la temporada 90/91, en la qual marca 2 gols en 23 partits. Tot i destacar cedit al Córdoba, no gaudeix de massa oportunitats al Betis. El 1994 fitxa pel Reial Saragossa, on tot just juga 12 partits.
La temporada 95/96, l'equip aragonès el cedix al CD Logroñés. Ací, el sevillà marca 10 gols, decisius per a l'ascens dels riojans. De nou al Zaragoza, no troba cap espai al planter. Milita llavors al Córdoba i al Cádiz, ambdós a Segona B.
L'estiu del 2000 recala al Reial Múrcia CF, que estava a la categoria d'argent. Ací, demostra els seus dots golejadors en les dues primeres campanyes: 30 gols en 80 partits, però, la temporada 02/03 perd la titularitat, encara que segueix sent freqüent.
El Murcia puja a Primera eixe any, però Loreto no compta. A partir d'aquest moment, la seua carrera prossegueix per equips de Segona B i Tercera, com el Cartagena, l'Oriola CF o el Molinense.